# Tubkikare

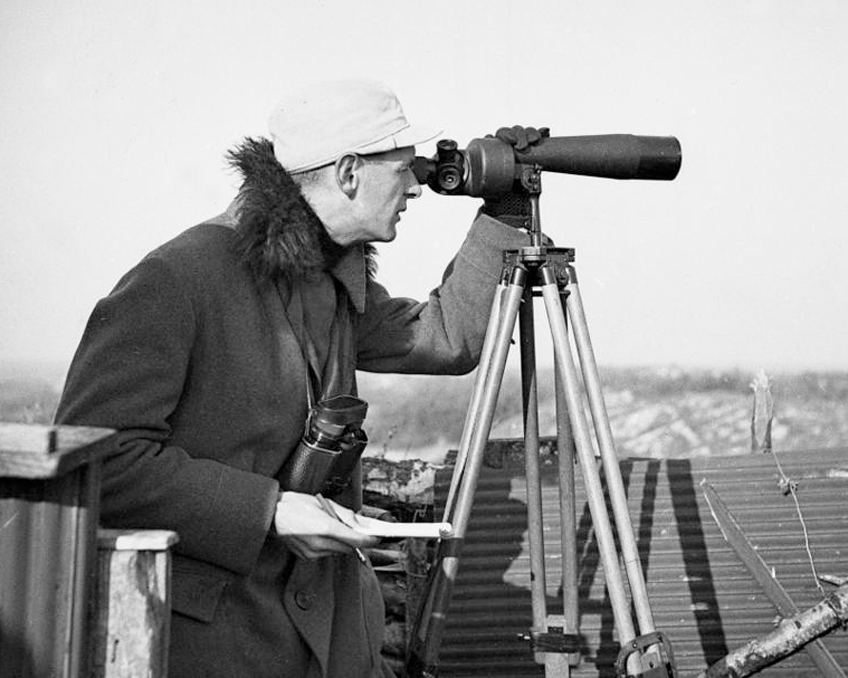
En Tysk ornitolog vid Rossittens fågelstation 1939. Denna tubkikare har inte zoomokular, men tre utbytbara okular med olika förstoringsgrad.

Tubkikare är en typ av  kikare bestående av ett rör, som används av bland annat skyttar och ornitologer. En tubkikare består av ett rör (tuben) med ett system av linser. Man tittar genom ett okular som ofta är utbytbart då olika situationer kan kräva olika förstoringsgrad. Vanligast idag är trettio gångers förstoring eller 20-60 gångers variabel förstoring (zoomokular). Tubkikare är oftast relativt stora och kräver stativ för att kunna hållas stadiga.
Syftet med tubkikare är att erhålla större förstoring så att man bättre ser avlägsna föremål eller kan upptäcka dem på längre avstånd. Kikaren görs därför längre och tjockare än vanliga binokulära handkikare, för att rymma alla linser som krävs, med bibehållen skärpa, och kunna släppa in tillräckligt mycket ljus.

## Galleri

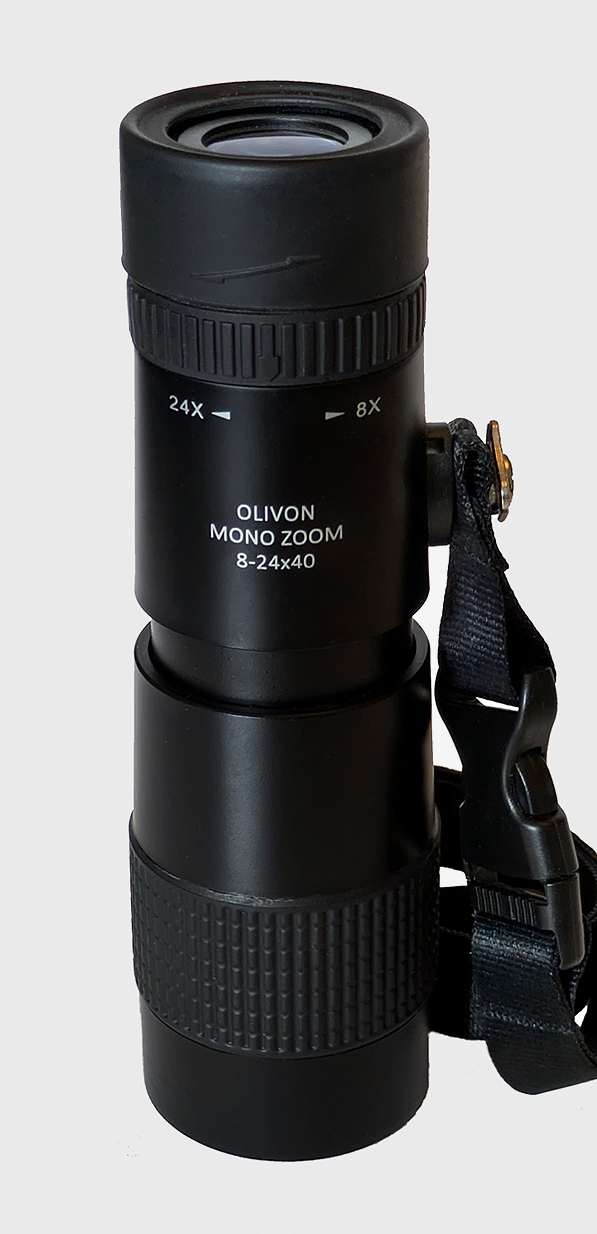
En tubkikare i kompakt format med förstoring 8-24x vilket motsvarar 400-1200 mm på ett kameraobjektiv, frontlinsen är 40 mm i diameter, fullt utdragen har den en längd på 18 cm.
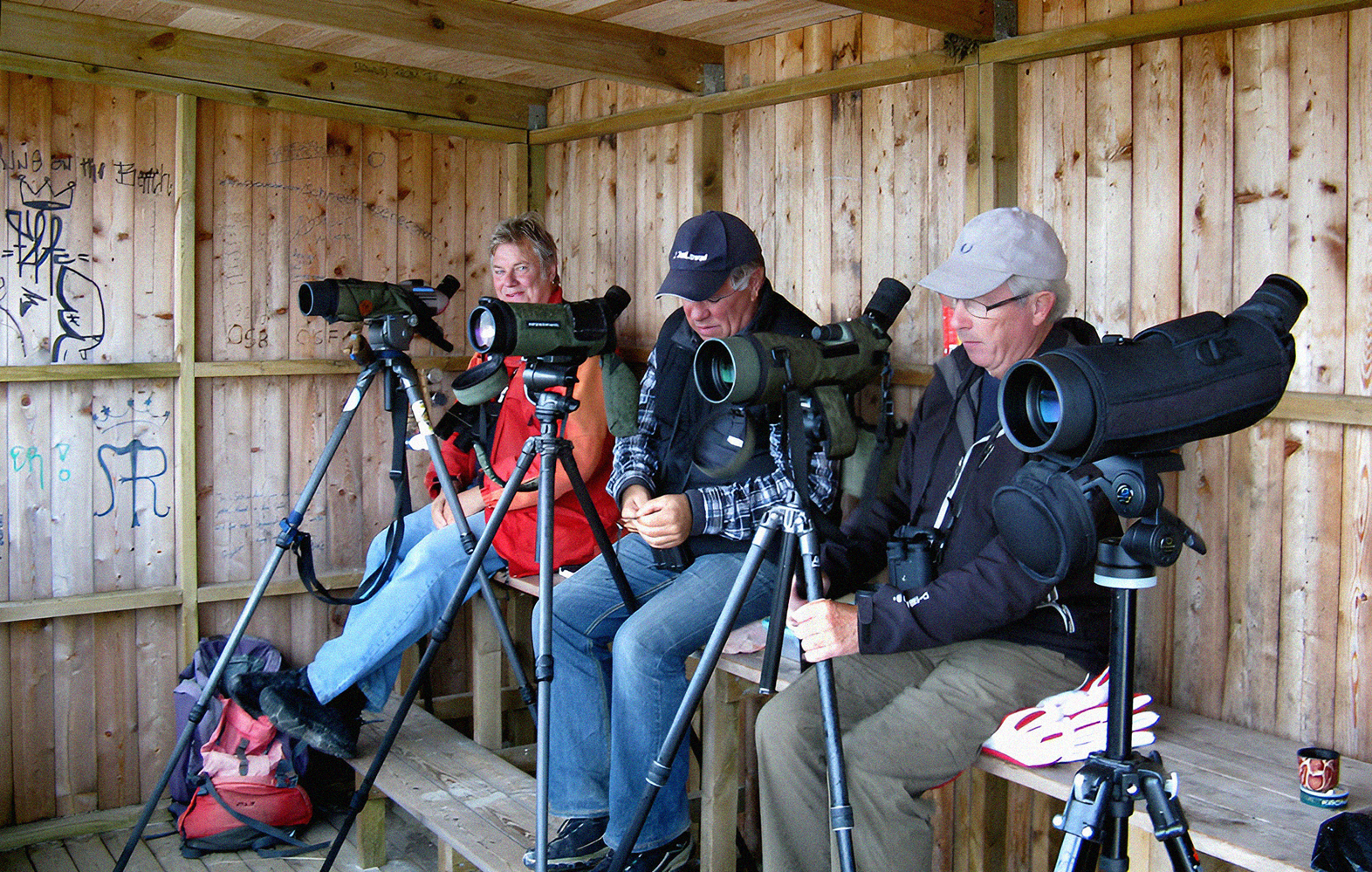
Ornitologer med tubkikare som har zoomokular med variabel förstoringsgrad mellan 20 och 60 gångers förstoring.
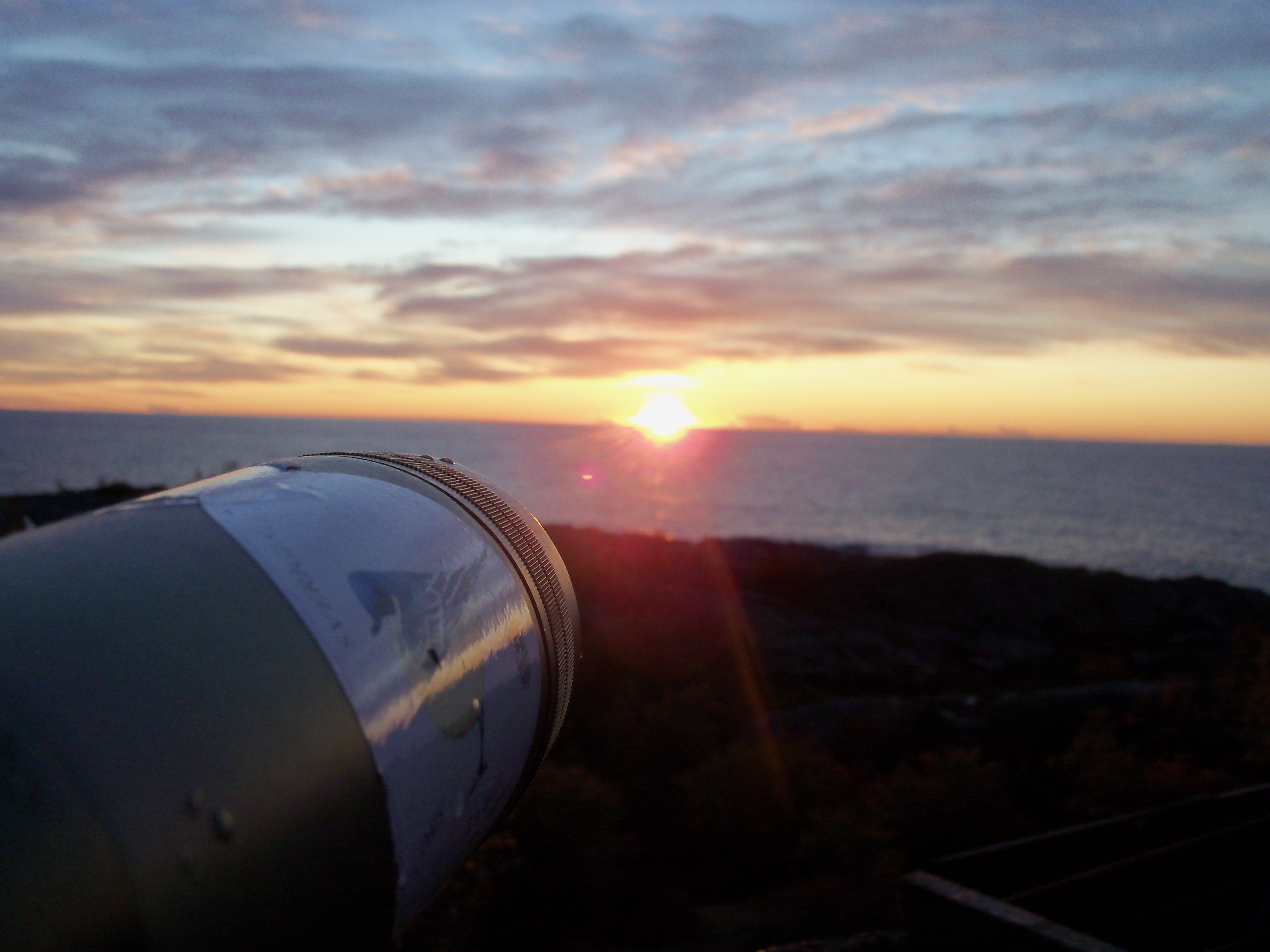
Fågelskådning med tubkikare på Landsort.
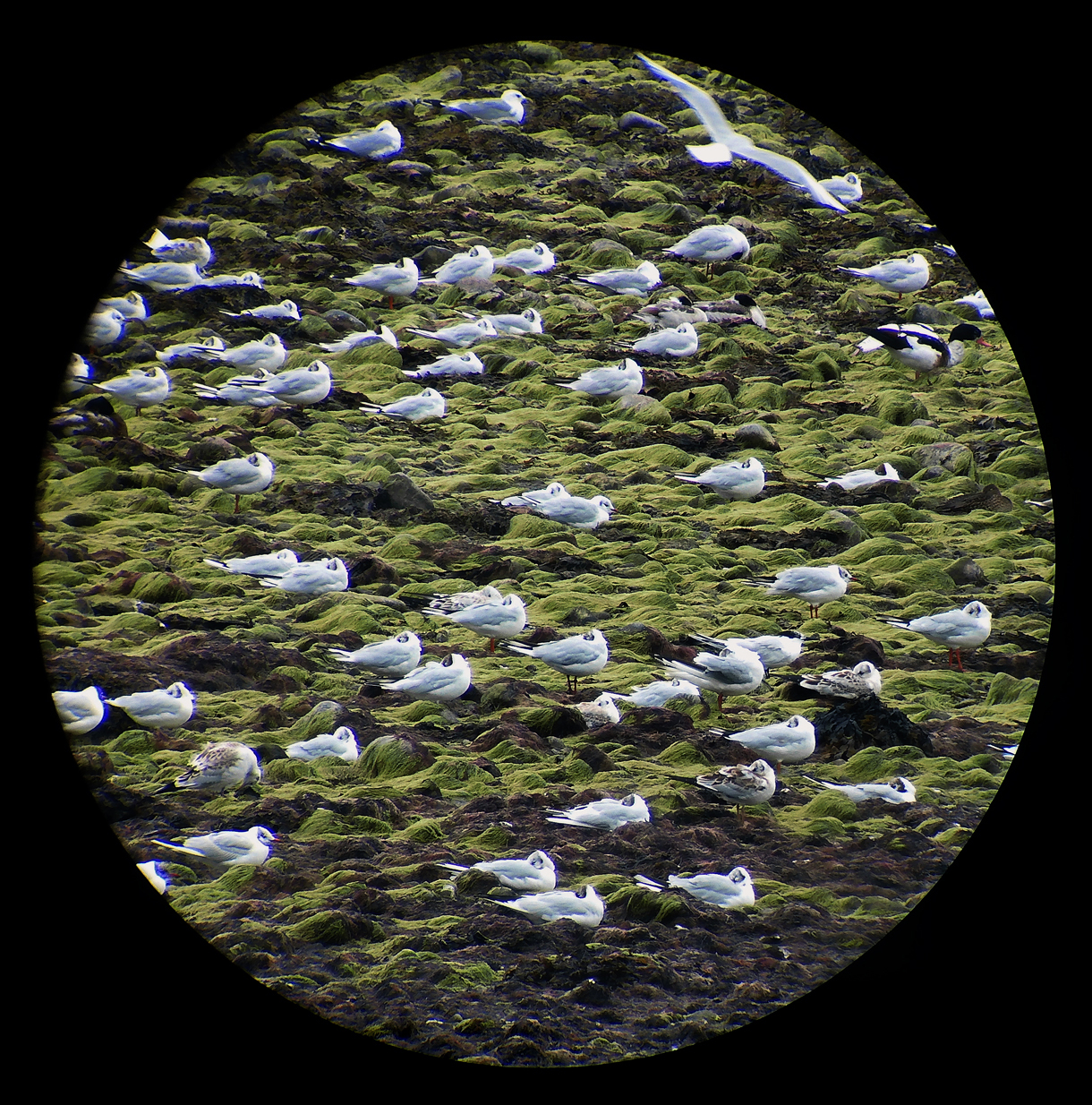
En flock Skrattmåsar som det ser ut i en tubkikare.
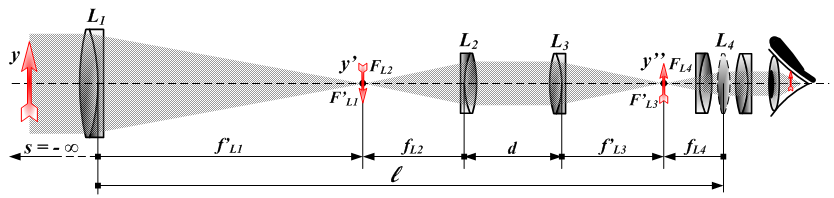
Principen för en tubkikare.  L1 = Frontlins,  L2 - L3 = Bildvändare,  L4 = Okular.